# دار بالمة

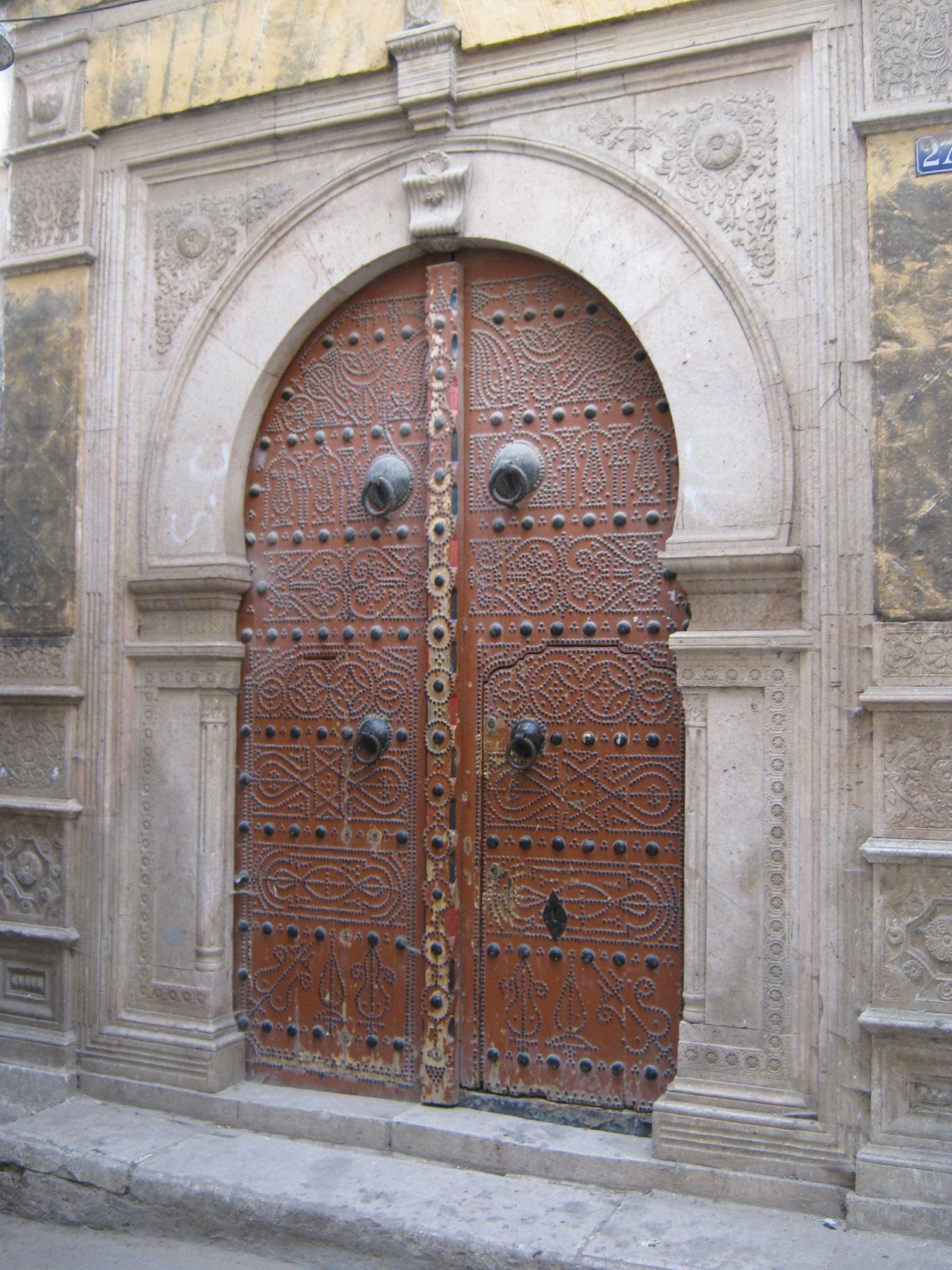
باب دار بالمة.

دار بالمة هو مسكن يقع في مدينة تونس العتيقة.

## الموقع

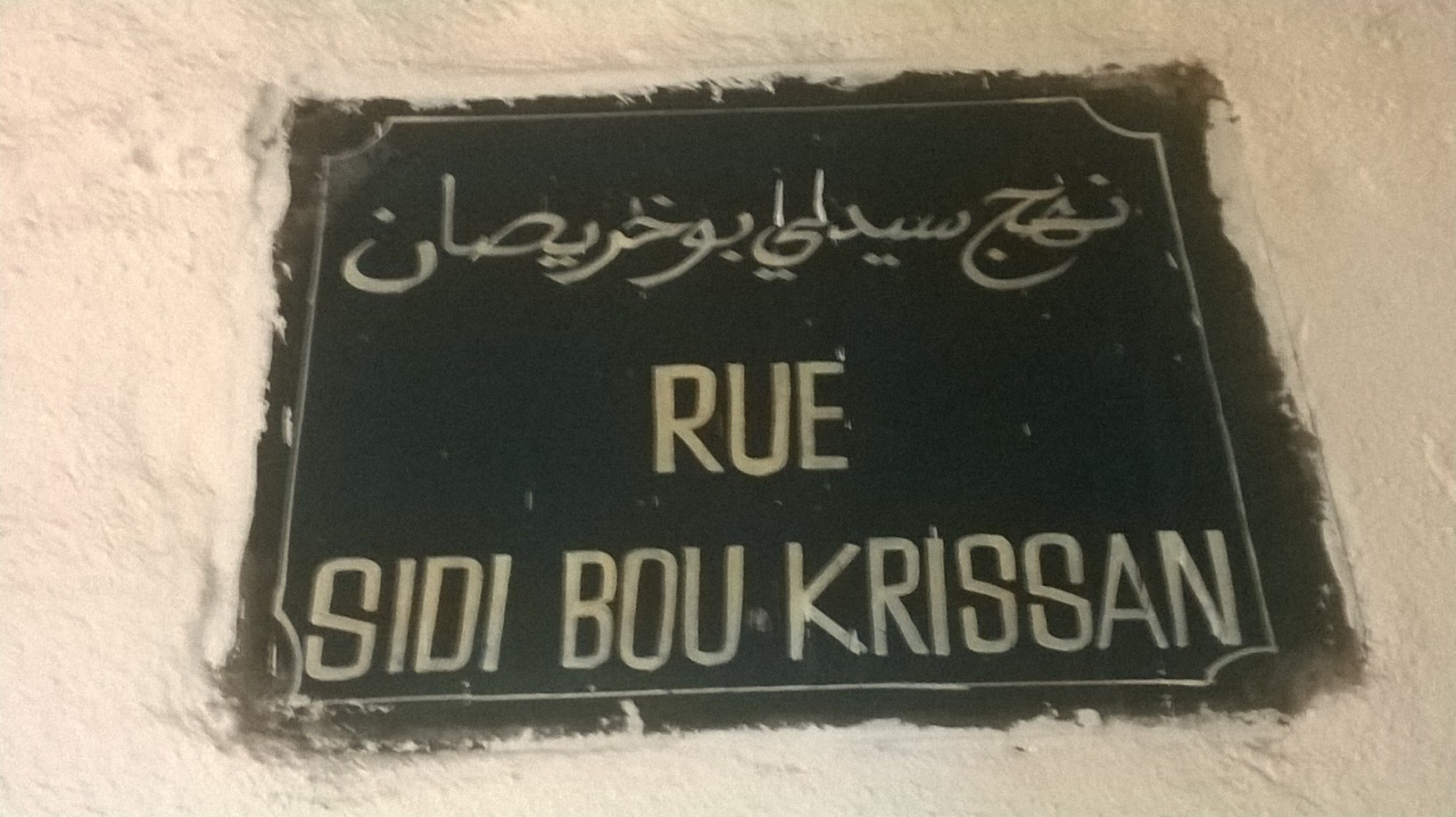
لوحة نهج سيدي بوخريصان.

تقع الدار في 27 نهج سيدي بوخريصان.

## التاريخ
في أواخر القرن السادس عشر وبداية القرن السابع عشر، شيدت عائلة من أصل أندلسي هذه الدار. 

أول صورة في كتاب L'Habitation tunisienne (السكن التونسي) للفرنسي فيكتور فالنسي هي لباب دار بالمة.

## الهندسة

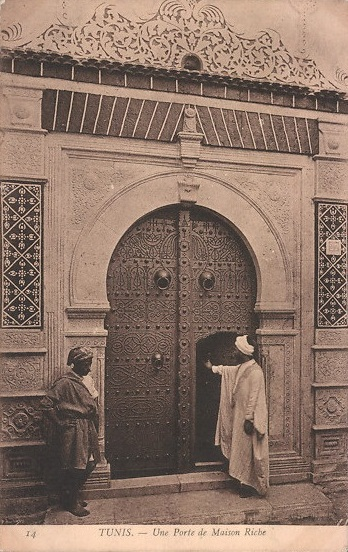
بطاقة بريدية تمثل باب دار بالمة.
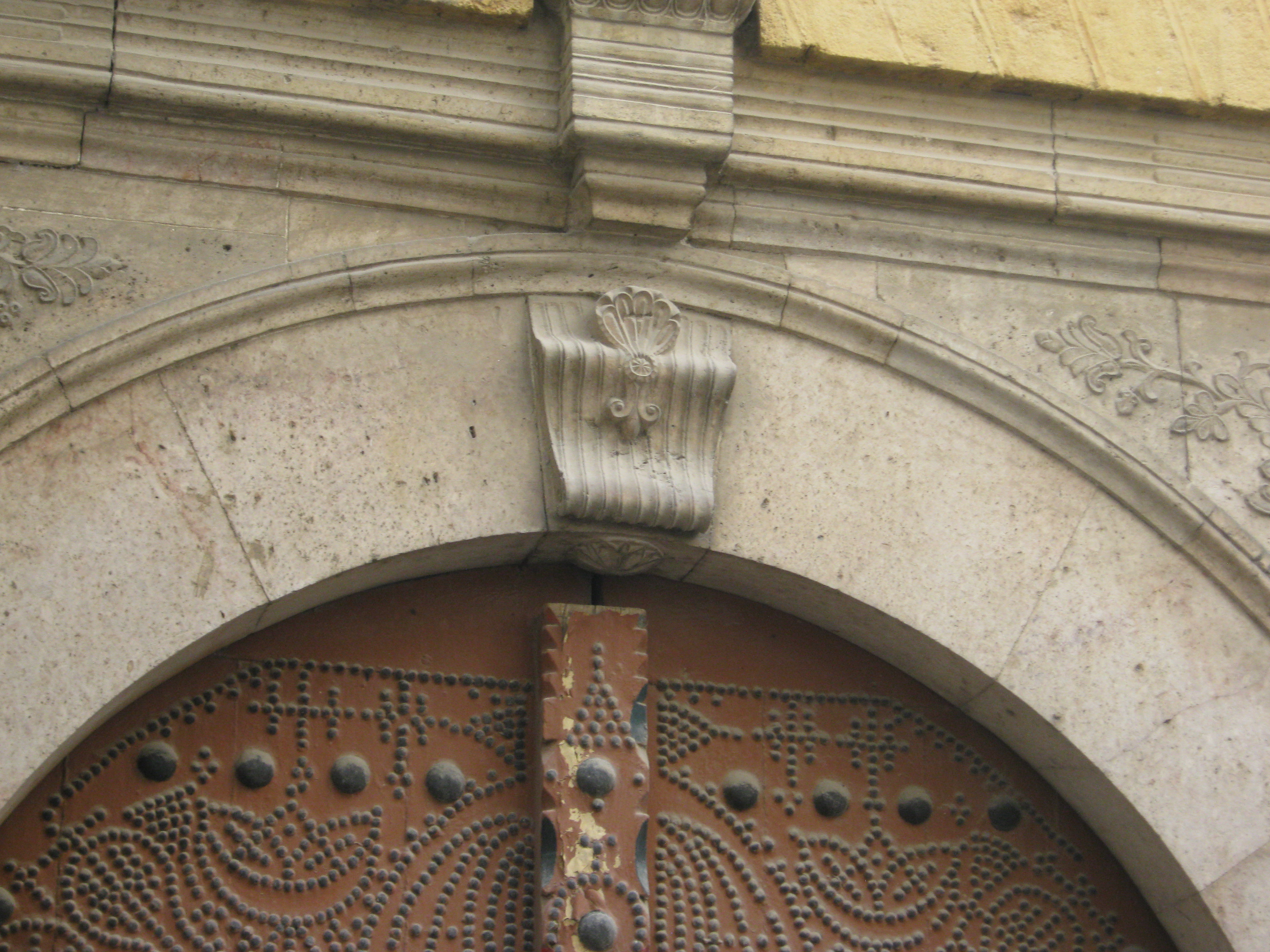
مفتاح قوس الباب.
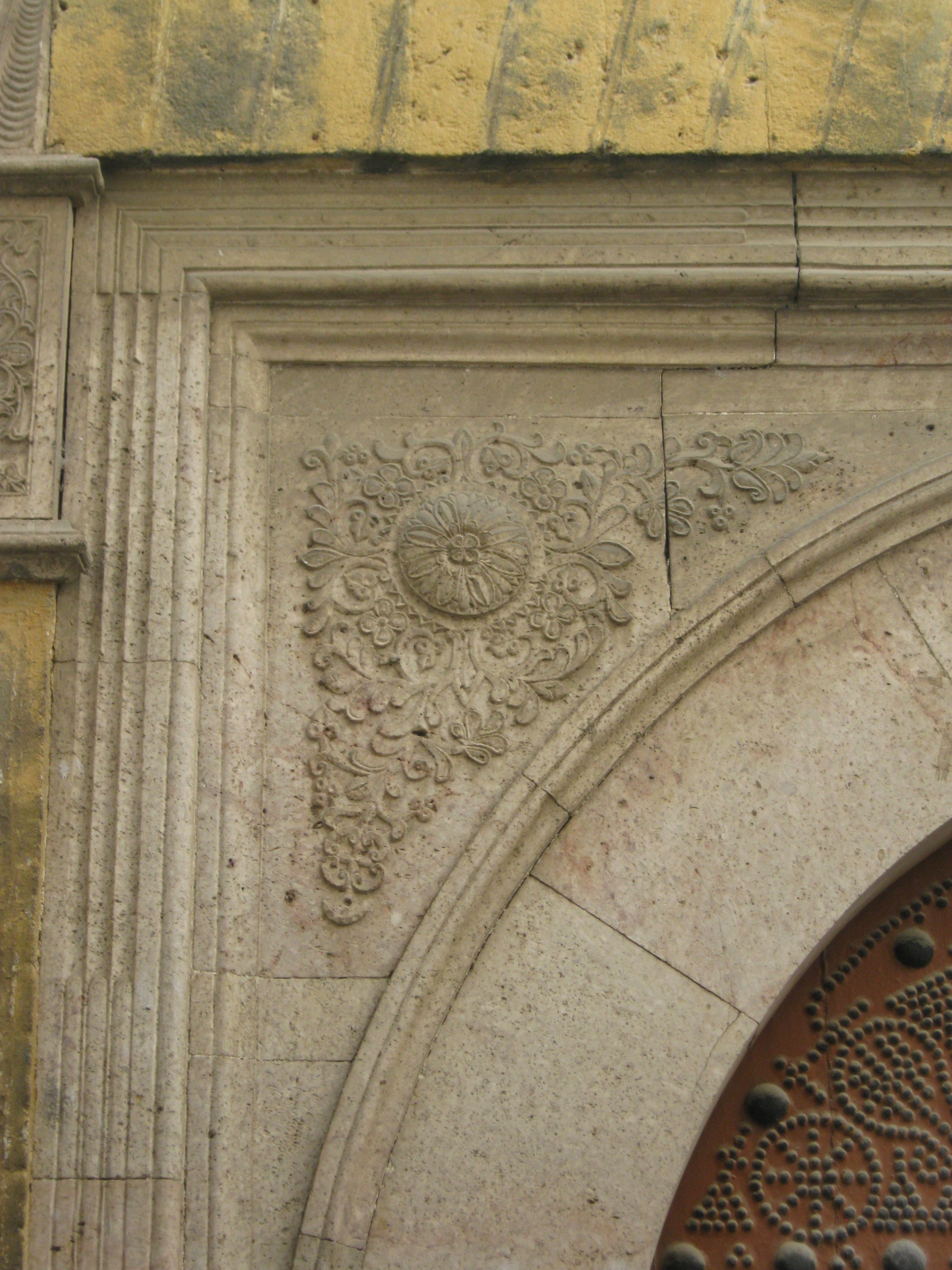
نقوش زهرية على إطار الباب.
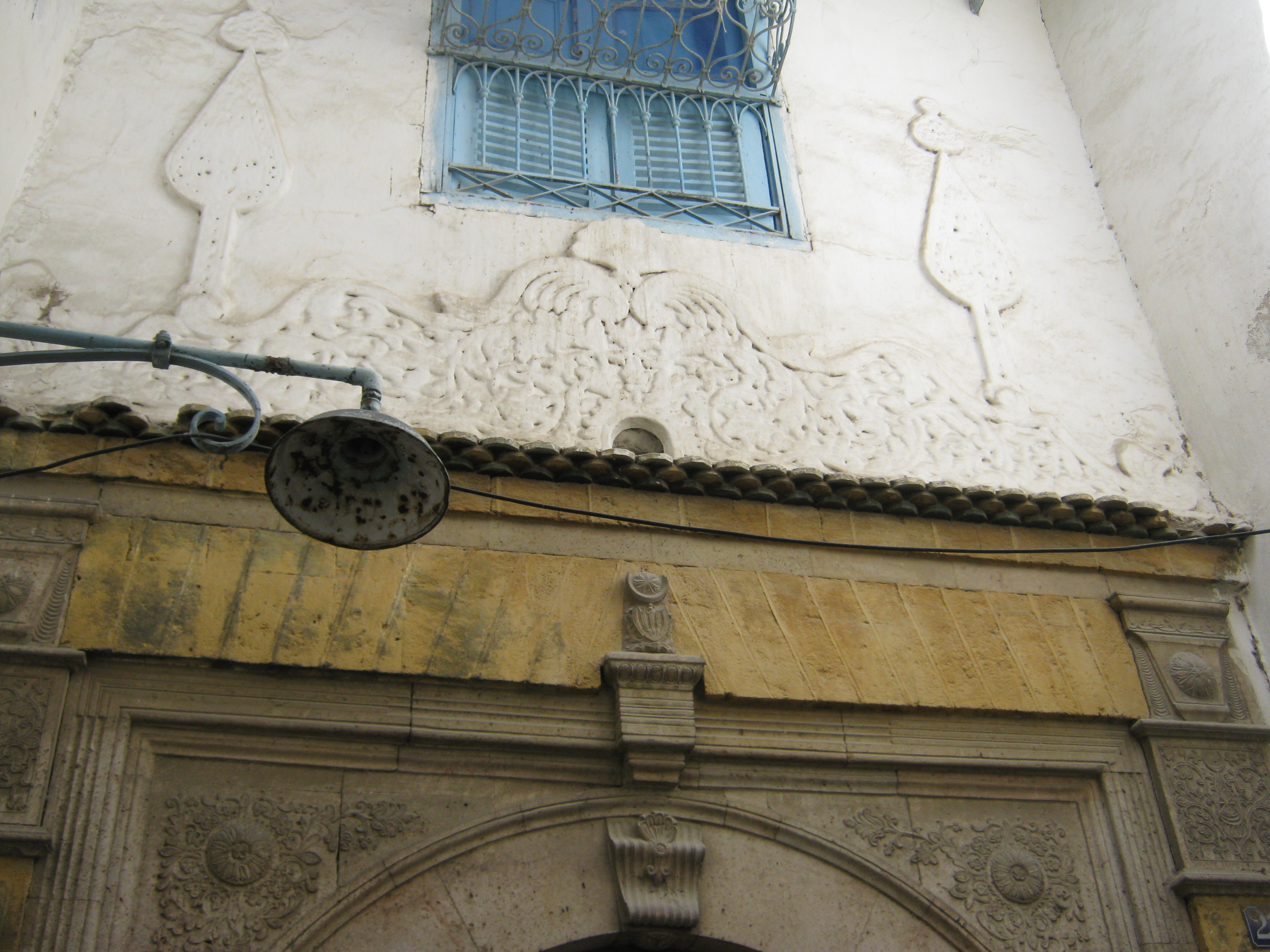
نقوش تمثل شجرة السرو فوق الباب.

## مقالات ذات صلة
- قصور مدينة تونس